# Nina Jewgenjewna Wedenejewa
Nina Jewgenjewna Wedenejewa (russisch Нина Евгеньевна Веденеева; * 19. Novemberjul. / 1. Dezember 1882greg. in Tiflis; † 31. Dezember 1955 in Moskau) war eine russisch-sowjetische Physikerin und Hochschullehrerin.

## Leben
Nach dem Besuch des Gymnasiums wollte Wedenejewa in Belgien Architektur studieren. Als sie auf dem Wege nach Gent in Lüttich Station machte, lernte sie dort ihren künftigen Mann Leonid Iwanowitsch Sirotinski aus Nikolajew kennen, der in Lüttich an dem von Georges Montefiore-Levi 1883 gegründeten Institut Électrotechnique Montefiore (IEM) studierte. Sie gab das Architektur-Studium auf und begann am IEM zu studieren. Als ihr Vater im Januar 1902 ermordet worden war, kehrte sie nach Hause zurück und blieb dort bis zum Frühjahr. Nach einem weiteren Studienjahr in Lüttich brach sie das Studium ab, heiratete am 28. Juli 1903 in der russisch-orthodoxen Kirche in Brüssel Leonid Sirotinski und kehrte nach seinem Studienabschluss mit ihm in sein elterliches Haus in Nikolajew zurück, wo Ende des Jahres ihr Sohn Jewgeni (1903–1983) geboren wurde.
1907 begann Wedenejewa das Studium in den von Wladimir Iwanowitsch Guerrier gegründeten Moskauer Höheren Kursen für Frauen in der chemischen Abteilung und dann in der physikalisch-mathematischen Fakultät, das sie 1913 mit den Abschlussprüfungen an der Universität Moskau erfolgreich abschloss. 1914 begann sie in den Moskauer Höheren Kursen zu lehren und zu forschen, die nach der Oktoberrevolution die 2. Moskauer Staatliche Universität wurden. Bis 1919 lehrte sie dort Chemie, Atomphysik einschließlich Radioaktivität und Pädagogik.
Im Russischen Bürgerkrieg trennte sich Wedenejewa von ihrem Mann in Nikolajew und zog zu Jewgenija Iwanowna Awramenko, die in Nikolajew bei ihrem Sohn Urlaub machte. Da der Weg nach Moskau wegen des Vormarschs der weißen Armee unter Anton Iwanowitsch Denikin versperrt war, reisten Wedenejewa und Awramenko in Awramenkos Heimatstadt Melitopol, wo sie im Mädchengymnasium  für die nächsten zwei Jahre Arbeit fanden.
Ab Anfang 1921 lehrten Wedenejewa und Awramenko am Moskauer Forsttechnik-Institut, bis sie 1925 nach Leningrad versetzt wurden. 1926 wurde Wedenejewas Sohn Jewgeni, der an der Technischen Hochschule Moskau studierte, als Volksfeind verhaftet und nach 6 Monaten Haft im Solowezki-Lager nach Glasow verbannt. 1927 lernte Wedenejewa die Dichterin Sofija Jakowlewna Parnok kennen. Parnoks engste Freundin war die Mathematikerin Olga Nikolajewna Zuberbiller, die Wedenejewa bei der Beschaffung von Lehrbüchern half.
1930 wurde Wedenejewa Leiterin des kristalloptischen Kabinetts des Allunionsinstituts für mineralische Rohstoffe in Moskau. Im folgenden Jahr begann sie im Staatlichen Forschungs- und Projektierungsinstitut für seltene Metalle Giredmet eine der ersten Untersuchungen der anomalen Dispersion durchzuführen.
1932 verließ Wedenejewa die Wohnung, die sie mit Awramenko geteilt hatte, und zog zu ihrem Sohn in Moskau. Es begann die Beziehung zu Parnok, die ihr von Januar 1932 bis zu ihrem Tod im August 1933 dreißig Gedichte in zwei Zyklen widmete. Wedenejewa besuchte Parnok fast täglich, die weiter bei Zuberbiller lebte. Nach Parnoks Tod wurde Wedenejewa depressiv. Im Sommer 1934 fuhr sie allein nach Armenien zur Erholung, was aber keine Besserung brachte. Anfang 1936 kam sie in ein Sanatorium bei Moskau und dann nach Sudak.
1937 verteidigte Wedenejewa mit Erfolg ihre Dissertation für die Promotion zur Doktorin der physikalisch-mathematischen Wissenschaften. 1941 wechselte sie in das Institut für Geologische Wissenschaften der Akademie der Wissenschaften der UdSSR (AN-SSSR) und leitete die Abteilung für Optik. Während des Deutsch-Sowjetischen Kriegs leitete Wedenejewa den Optik-Sektor der Kommission der AN-SSSR für geologisch-geografische Dienstleistungen für die Rote Armee.
Nach Kriegsende 1945 wurde Wedenejewa Leiterin des Laboratoriums für Kristalloptik des Instituts für Kristallographie der AN-SSSR. Ihre Forschungsschwerpunkte waren der Rauchquarz, die Lichtabsorption und Lumineszenz von Quarz auch im Zusammenhang mit den Thermolumineszenz-Eigenschaften, die Adsorption organischer Farbstoffe auf Thiazin- und Bariumnitrat-Kristallen und auch auf Blei und Strontium. Sie entwickelte Geräte für verbesserte kristalloptische Untersuchungen und Methoden für die Klassifizierung und Beurteilung von Tonmineralen, die im In- und Ausland angewendet wurden.
Wedenejewas jüngerer Bruder war der Wasserbauingenieur Boris Jewgenjewitsch Wedenejew.
Wedenejewa wurde auf dem Nowodewitschi-Friedhof begraben.

## Ehrungen, Preise
- Ehrenzeichen der Sowjetunion (1945)
- Stalinpreis III. Klasse (1952) für eine neue Methode zur Bestimmung von Tonmineralen mit Färbungsmitteln
- Leninorden (1954)